# Got LIVE if you want it!
got LIVE if you want it! je treći, a ujedno i posljednji, službeni EP The Rolling Stonesa. Na njemu se nalazi prvi snimljeni nastup grupe uživo. Izdan je 1965. godine, a snimljen je na koncertima u Liverpoolu i Manchesteru tijekom britanske turneje grupe u ožujku te godine.

## Popis pjesama
1. "We Want the Stones" – 0:13
2. "Everybody Needs Somebody to Love" – 0:36
3. "Pain In My Heart" – 2:03
4. "Route 66" – 2:36
5. "I'm Movin' On" – 2:13
6. "I'm Alright" – 2:22

## Članovi sastava na EP-u
- Mick Jagger - pjevač
- Keith Richards - gitara
- Brian Jones - gitara, pjevač
- Charlie Watts - bubnjevi
- Bill Wyman - bas-gitara

## Vanjske poveznice
- allmusic.com - Got LIVE if you want it!